# William Wallace (Mathematiker)

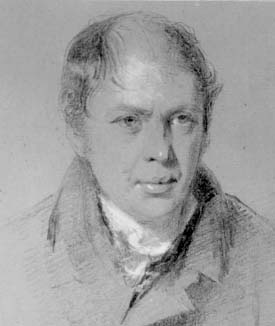
Porträt von William Wallace (Datum unbekannt)

William Wallace (* 23. September 1768 in Dysart; † 28. April 1843 in Edinburgh) war ein schottischer Mathematiker.

## Leben
William Wallace wuchs zunächst bis zu seinem 16. Lebensjahr in Dysart auf und machte dort eine Lehre als Buchbinder. 1784 zog er mit seiner Familie nach Edinburgh um und arbeitete zunächst als Buchbinder. Er brachte sich in dieser Zeit Mathematik im Selbststudium bei. Später verdiente er dann seinen Lebensunterhalt auch als Privatlehrer und besuchte Mathematikvorlesungen an der University of Edinburgh, ohne jedoch als Student eingeschrieben zu sein. 1794 wurde er Mathematiklehrer an der Perth Academy. Im gleichen Jahr heiratete er und aus seiner Ehe gingen drei Töchter und ein Sohn hervor.
Durch eine Empfehlung von John Playfair erhielt er 1804 eine Professorenstelle am Royal Military College (Great Marlow). Nach dem Tode von John Playfair übernahm er dessen Lehrstuhl an der Universität von Edinburgh und erwarb sich dort den Ruf eines guten Lehrers. Zu seinen Studenten gehörte die Mathematikerin Mary Somerville. 1838 zog er sich aufgrund von Gesundheitsproblemen ins Privatleben zurück, wobei er allerdings weiterhin publizistisch tätig war. 1804 wurde er zum Mitglied (Fellow) der Royal Society of Edinburgh gewählt.

## Werk
Wallace arbeitete überwiegend an geometrischen Fragestellungen und entdeckte 1799 die Simson-Gerade, die irrtümlicherweise Robert Simson zugeschrieben wurde. 1807 bewies er eine Aussage über flächengleiche Polygone, die heute als Satz von Wallace–Bolyai–Gerwien bekannt ist.
Sein wichtigster Beitrag zur Mathematik in Britannien lag jedoch nicht auf dem Gebiet der Geometrie, sondern darin, dass er als einer der ersten britischen Mathematiker dafür eintrat, die Weiterentwicklungen der Infinitesimalrechnung in Kontinentaleuropa auch im Vereinigten Königreich von Großbritannien und Irland einzuführen.
Wallace schrieb neben seinen Fachartikeln auch mehrere Bücher und verfasste Beiträge für die Encyclopædia Britannica und die Edinburgh Encyclopedia. Zudem beschäftigte er sich mit Astronomie und entwickelte den Pantografen zum Eidografen weiter.

## Werke
- A Geometrical Treatise on the Conic Sections with an Appendix Containing Formulae for their Quadrature. (1838)
- Geometrical Theorems and Analytical Formulae with their application to the Solution of Certain Geodetical Problems and an Appendix. (1839)